# Малиш (заказник)
Малиш — ботанічний заказник місцевого значення. Об'єкт розташований на території Бердянського району Запорізької області, 5 кілометрів на південний схід від села Успенівка.
Площа — 30 га, статус отриманий у 1998 році.